# Jan Bratro
Jan Bratro (ur. 10 kwietnia 1895 w Nowym Sączu, zm. 30 września 1951 w Warszawie) – pułkownik piechoty Wojska Polskiego.

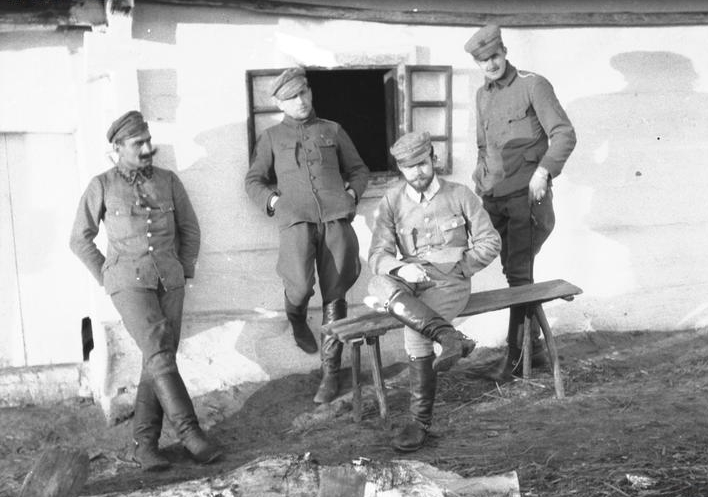
Porucznik Jan Bratro wśród oficerów Legionów Polskich w 1916. Pierwszy z lewej kpt Felicjan Sławoj Składkowski, siedzi mjr Michał Rola-Żymierski

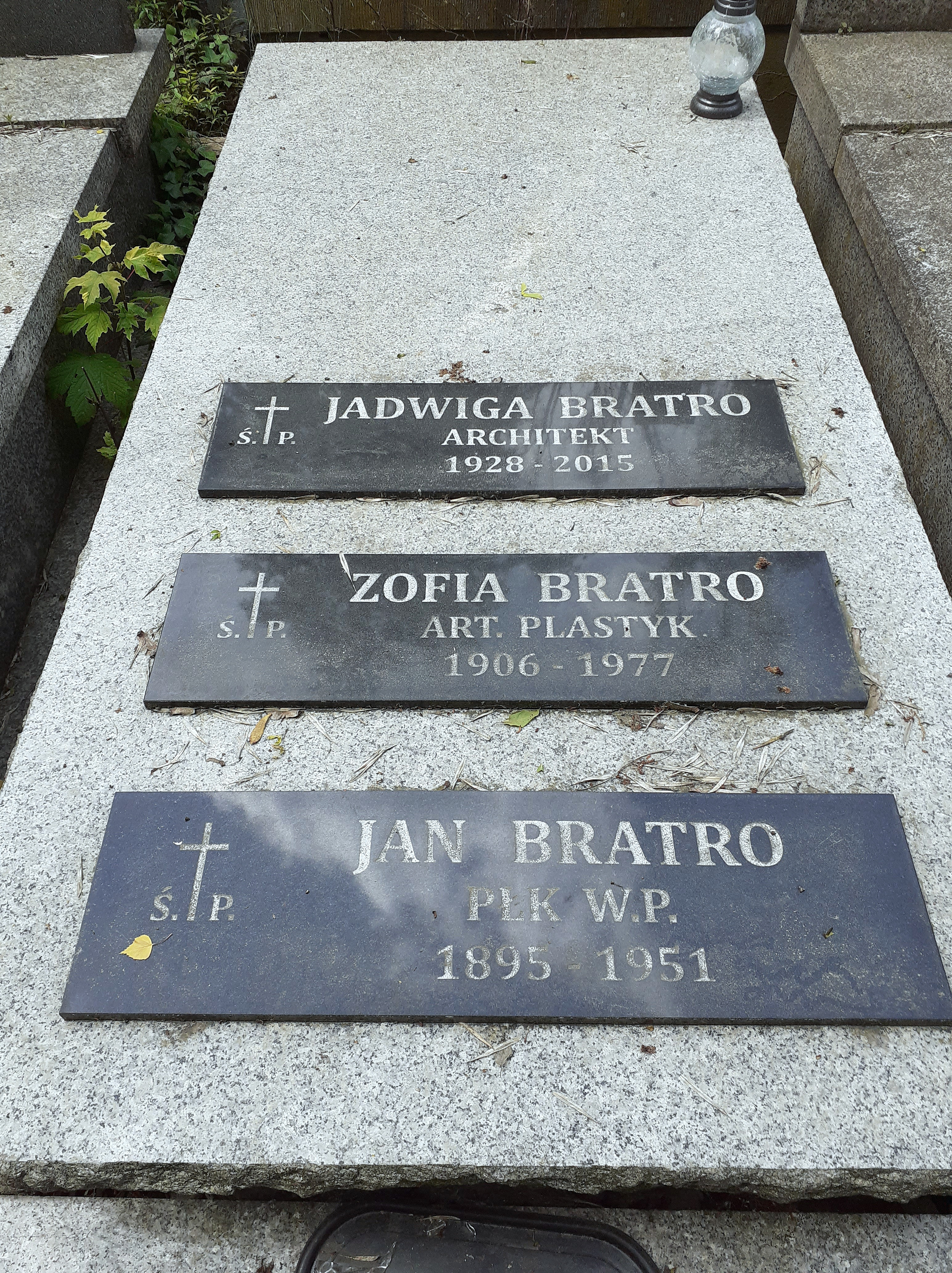
Grobowiec rodzinny Jana Bratry

## Życiorys
Jan Bratro urodził się 10 kwietnia 1895 w Nowym Sączu. Był synem Adama Mariana i Emilii z domu Heidler. Ojciec był inżynierem, kierownikiem budowy wagonów w sanockiej fabryce, działaczem społecznym i niepodległościowym w Sanoku. Jan Bratro miał czterech braci. Dwóch z nich zmarło we wczesnym wieku dziecięcym: Aleksander (1899–1901) i Kazimierz (1902–1903). Dwaj pozostali służyli w wojsku i ponieśli śmierć podczas działań wojennych: Tadeusz Artur (1896–1916), żołnierz Legionów Polskich, poległ w bitwie pod Kuklami 13 lipca 1916, a Adam Antoni (1900–1920) poległ 11 sierpnia 1920 podczas wojny polsko-bolszewickiej, pośmiertnie został odznaczony Orderem Virtuti Militari.
W 1913 zdał z odznaczeniem egzamin dojrzałości w C. K. Gimnazjum Męskim w Sanoku (w jego klasie byli m.in. Władysław Brzozowski, Stanisław Szwed, Roman Ślączka, Władysław Zaleski). Był jednym z pierwszych członków sanockiego ruchu skautowego, został członkiem „oddziału ćwiczebnego” im. Hetmana Stanisława Żółkiewskiego, założonego w listopadzie 1909 przez działaczy Organizacji Młodzieży Niepodległościowej „Zarzewie”, od 1911 I Drużyna Skautowa im. hetmana Stanisława Żółkiewskiego – zawołania Ex ossibus ultor (innymi harcerzami byli wówczas m.in. Władysław Brzozowski, Julian Krzyżanowski, Tadeusz Piech, Klemens Remer, Tadeusz Remer, Zygmunt Vetulani, Władysław Zaleski, Mieczysław Krygowski). Został drużynowym I DS im. Stanisława Żółkiewskiego w Sanoku w 1912, członkiem rady kierującej drużyną, był także plutonowym. Uczył się w Akademii Wojskowej w Wiedniu. Po wybuchu I wojny światowej w sierpniu 1914 wstąpił do Legionów Polskich 7 września 1914 w Wiedniu. Był dowódcą plutonu w kompanii wiedeńskiej Andrzeja Galicy. Od września 1914 służył w 7 pułku piechoty, gdzie pełnił funkcję adiutanta 2 kompanii VI batalionu 1 pułku piechoty Legionów Polskich do 7 października, 9 października 1914 został awansowany do stopnia podporucznika, potem służył w 3 kompanii, po czym ponownie w 2 kompanii VI batalionu. Od 15 kwietnia do 23 lipca 1915 był adiutantem VI batalionu. Od lipca 1915 służył jako adiutant 7 pułku piechoty, a od 19 stycznia 1916 jako dowódca 1 kompanii V batalionu. 1 listopada 1916 został awansowany do stopnia porucznika. Odbył szlak bojowy I Brygady Legionów Polskich. W wyniku kryzysu przysięgowego z lipca 1917, został zwolniony z Legionów 12 sierpnia 1917. Następnie został wcielony do armii Austro-Węgier, po czym skierowany na front włoski.
U schyłku wojny w listopadzie 1918 został przyjęty do Wojska Polskiego. W tym czasie rozpoczął służbę w Krajowym Inspektoracie Zaciągów, a 8 listopada 1918 został awansowany do stopnia kapitana. 10 stycznia 1919 objął stanowisko naczelnika kancelarii Okręgowej Komendy Uzupełnień w Łodzi. W lipcu 1919 skierowany z Obozu Szkół Podoficerskich w Dęblinie do 101 pułku piechoty na stanowisko dowódcy batalionu. 1 czerwca 1920 podczas wojny polsko-bolszewickiej 1920 w stopniu kapitana został dowódcą 101 pułku piechoty w ramach I Brygady Rezerwowej i wraz z tą jednostką od 8 czerwca 1920 brał udział w walkach. Podczas działań wojennych w szeregach tej jednostki służył jego brat Adam. W lipcu 1920 został awansowany do stopnia majora ze starszeństwem z dniem 1 czerwca 1919.
Po zakończeniu działań wojennych został przydzielony najpierw do 20 pułku piechoty, a następnie do 21 pułku piechoty, w którym od 1921 był dowódcą batalionu sztabowego (w 1923 pełniący obowiązki tej funkcji). 17 grudnia 1924 został awansowany do stopnia podpułkownika w korpusie oficerów piechoty ze starszeństwem z dniem 15 sierpnia 1924. W 1924 pozostawał oficerem 21 pp. W 1925 został dowódcą III batalionu w 21 pp. Następnie pełnił służbę w Korpusie Kadetów Nr 2 w Modlinie. W marcu 1927 został przeniesiony do 4 pułku Strzelców Podhalańskich w Cieszynie na stanowisko zastępcy dowódcy pułku. Od 14 lutego 1929 do 20 lutego 1938 dowodził 28 pułkiem Strzelców Kaniowskich w Łodzi. 21 grudnia 1932 roku został mianowany pułkownikiem ze starszeństwem z dniem 1 stycznia 1933 roku i 6. lokatą w korpusie oficerów piechoty. Od lutego 1938 był dowódcą piechoty dywizyjnej 29 Dywizji Piechoty w Grodnie.
Jednocześnie działał w Związku Strzeleckim. Od 28 listopada 1933 do 1939 pełnił funkcję prezesa zarządu Łódzkiego Okręgowego Związku Stowarzyszeń Strzeleckich, Łowieckich i Łuczniczych. W 1937 wspólnie z Tadeuszem Biernackim opublikował pracę pt. „Major Albin Fleszar «Satyr»”.
Po wybuchu II wojny światowej w tej funkcji w ramach Armii „Prusy” brał udział w kampanii wrześniowej. Uczestniczył w walkach w okolicach Piotrkowa Trybunalskiego. Po wycofaniu się na Lubelszczyznę. Tam w rejonie Krasnegostawu i Rejowca 14 września przejął dowództwo nad organizowanymi w dniach 8–10 września trzema dwubatalionowymi pułkami rezerwowymi. Od tego czasu jednostki te określono mianem 29 Brygady Piechoty w ramach Frontu Północnego (Grupa Operacyjna gen. Kruszewskiego. Po bitwie pod Krasnymstawem 29 Brygada Piechoty (przydzielona do 39 Dywizji Piechoty) 19/20 września jednostka nacierała na Zamość. Autorzy Janusz Wojtasik i Marek Wagner podali, iż 23 września chorego płk. Jana Bratro, dowódcy tzw. grupy płk. Bratro, zastąpił na tym stanowisku Pawło Szandruk. W artykule prasowym z 2001 Igor T. Kmiecik podał, że Jan Bratro we wrześniu 1939 chorował (wobec czego dowództwo 29 Brygady Piechoty miał objąć płk Pawło Szandruk), a następnie dostał się do niewoli niemieckiej 27 września 1939 w Szopowem pod Józefowem. Następnie te informacje sprostowała córka pułkownika, Jadwiga Bratro, która poinformowała, że jej ojciec podczas kampanii wrześniowej nie chorował, nie dostał się do niewoli niemieckiej, zaś później cały okres okupacji niemieckiej przebywał w Warszawie ukrywając się.
Jego żoną była Zofia, z domu Durr (1906–1977), artysta plastyk.
Zmarł 30 września 1951 w Warszawie. Został pochowany na cmentarzu Powązkowskim w Warszawie (kwatera 140-3-3).

## Ordery i odznaczenia
- Krzyż Niepodległości (13 kwietnia 1931)[35][36][37]
- Krzyż Oficerski Orderu Odrodzenia Polski (11 listopada 1936)[38][39]
- Krzyż Walecznych (dwukrotnie)
- Złoty Krzyż Zasługi (dwukrotnie: po raz pierwszy 19 marca 1931[40])